# Peter Nottet
Petrus Wilhelmus Frederikus „Peter“ Nottet (* 23. September 1944 in Den Haag) ist ein ehemaliger niederländischer Eisschnellläufer.

## Werdegang
Nottet nahm von 1963 bis 1972 an internationalen Wettbewerben teil. Dabei kam er in der Saison 1963/64 bei der Mehrkampfeuropameisterschaft 1964 in Oslo auf den 22. Platz im Großen Vierkampf und bei den Olympischen Winterspielen 1964 in Innsbruck auf den 34. Platz über 5000 m. In den folgenden Jahren lief er bei der Mehrkampfeuropameisterschaft 1965 in Göteborg sowie bei der Mehrkampfweltmeisterschaft 1965 in Oslo jeweils auf den 20. Platz und bei der Mehrkampfweltmeisterschaft 1966 in Göteborg auf den 12. Rang im Großen Vierkampf. In der Saison 1966/67 erreichte er bei der Mehrkampfeuropameisterschaft 1967 in Lahti den zehnten Platz im Kleinen Vierkampf sowie bei der Mehrkampfweltmeisterschaft 1967 in Oslo den neunten Rang im Großen Vierkampf. Nachdem er zu Beginn der Saison 1967/68 mit dem zweiten Platz im Großen Vierkampf seine beste Platzierung bei niederländischen Mehrkampfmeisterschaften erreichen konnte, belegte er bei der Mehrkampfeuropameisterschaft 1968 in Oslo den 14. Platz im Großen Vierkampf und bei den Olympischen Winterspielen 1968 in Grenoble den 30. Platz über 500 m, den neunten Rang über 1500 m sowie den achten Platz über 10.000 m. Zudem gewann er dort mit einer Zeit von 7:25,5 Minuten die Bronzemedaille über 5000 m. Bei der nachfolgenden Mehrkampfweltmeisterschaft in Göteborg errang er den 13. Platz im Großen Vierkampf. In der Saison 1968/69 wurde er bei der Mehrkampfeuropameisterschaft 1969 in Inzell Achter und bei der Mehrkampfweltmeisterschaft 1969 in Deventer Vierter im Großen Vierkampf. Bei seinen letzten Teilnahmen an Europameisterschaften sowie Weltmeisterschaften kam er bei der Mehrkampfeuropameisterschaft 1970 Innsbruck auf den 15. Platz, bei der Mehrkampfeuropameisterschaft 1971 in Heerenveen auf den 11. Rang und bei der Mehrkampfweltmeisterschaft 1971 in Göteborg auf den 19. Platz im Großen Vierkampf.

## Erfolge

### Olympische Spiele
- 1964 Innsbruck: 34. Platz 5000 m
- 1968 Grenoble: 3. Platz 5000 m, 8. Platz 10.000 m, 9. Platz 1500 m, 30. Platz 500 m

### Mehrkampf-Weltmeisterschaften
- 1965 Oslo: 20. Platz Großer Vierkampf
- 1966 Göteborg: 12. Platz Großer Vierkampf
- 1967 Oslo: 9. Platz Großer Vierkampf
- 1968 Göteborg: 13. Platz Großer Vierkampf
- 1969 Deventer: 4. Platz Großer Vierkampf
- 1971 Göteborg: 19. Platz Großer Vierkampf

### Mehrkampf-Europameisterschaften
- 1964 Oslo: 22. Platz Großer Vierkampf
- 1965 Göteborg: 20. Platz Großer Vierkampf
- 1967 Lahti: 10. Platz Kleiner Vierkampf
- 1968 Oslo: 14. Platz Großer Vierkampf
- 1969 Inzell: 8. Platz Großer Vierkampf
- 1970 Innsbruck: 15. Platz Großer Vierkampf
- 1971 Heerenveen: 11. Platz Großer Vierkampf

## Persönliche Bestzeiten
| Disziplin | Zeit        | Datum            | Ort      |
| --------- | ----------- | ---------------- | -------- |
| 500 m     | 40,1 s      | 6. Februar 1971  | Davos    |
| 1000 m    | 1:21,2 min  | 19. Januar 1971  | Davos    |
| 1500 m    | 2:02,2 min  | 6. Februar 1971  | Davos    |
| 3000 m    | 4:19,9 min  | 15. Januar 1971  | Davos    |
| 5000 m    | 7:25,5 min  | 15. Februar 1968 | Grenoble |
| 10.000 m  | 15:24,8 min | 6. Februar 1971  | Davos    |